# Palazzo in via Materdei 20
Il Palazzo in via Materdei  al civico 20 è un palazzo monumentale di Napoli.
Fu costruito nel XVIII secolo, in stile barocco, dagli agostiniani della chiesa di Santa Maria della Verità come proprietà del monastero. Fu edificato da Giuseppe Astarita, architetto dell'ordine e residente in una delle proprietà del monastero in salita San Raffaele. Il palazzo nel corso degli anni ha perso il suo effettivo valore architettonico a causa della mancanza di interventi di restauro tesi a garantirne la conservazione, tanto che, in epoche più recenti l'edificio ha subito persino una sopraelevazione.

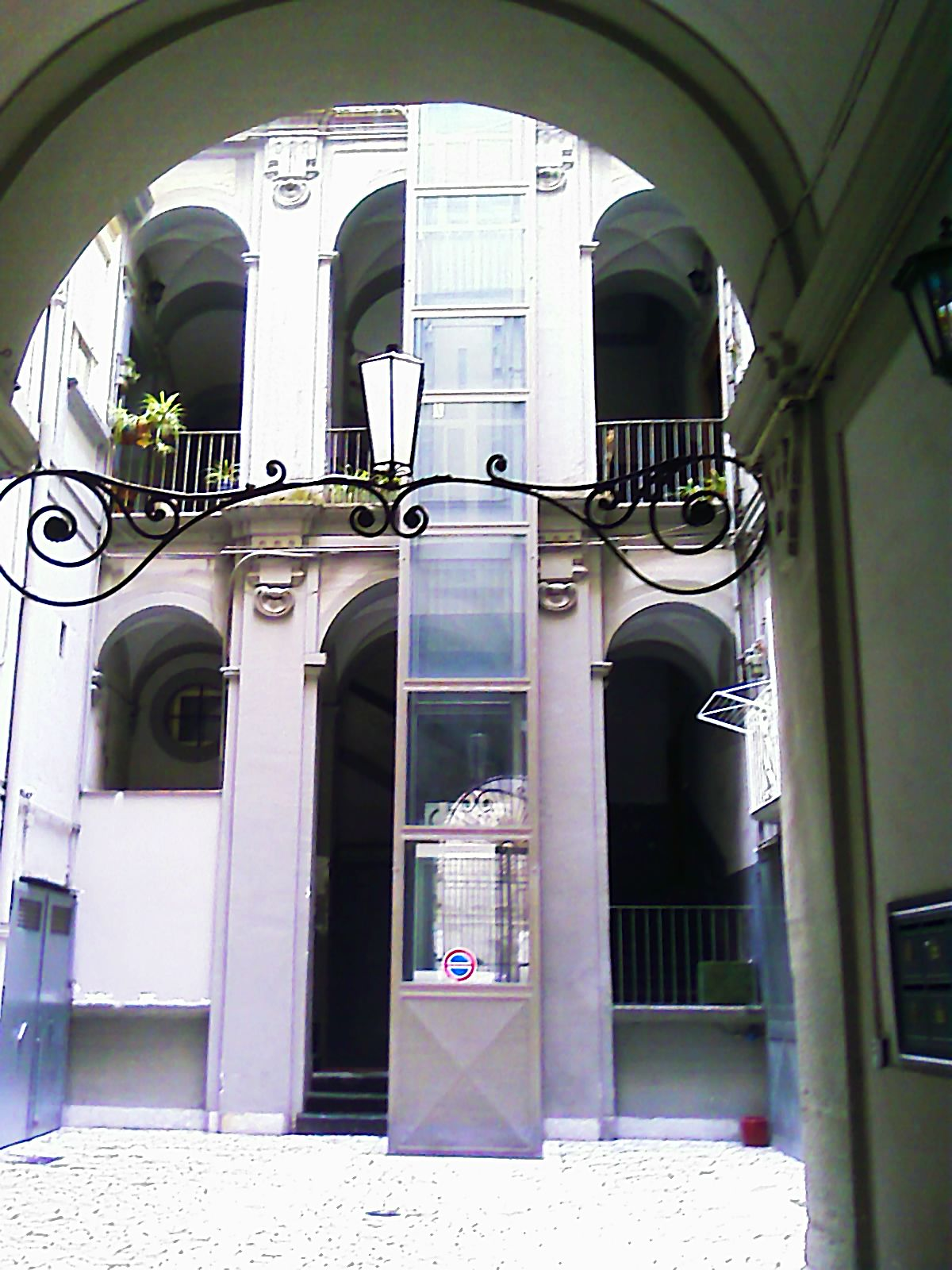
Scala e cortile

La facciata non presenta il rivestimento d'intonaco, lasciando scoperta la struttura portante in tufo; il portale è in piperno a bugne che si raccorda al balcone centrale del piano nobile attraverso le volute e riccioli. Le cornici dei balconi del piano nobile e del secondo piano sono concluse da timpani triangolari in stucco aggettanti, mentre quelle del terzo sono piatte.
Nel cortile si apre una bella scala a loggia con una rampa che si articola attorno ad un vano di rettangolare.